# گاومیش‌آباد شرقی
شهرک ساحلی(نام قدیم:گاومیش آباد شرقی) ، روستایی از توابع بخش مرکزی شهرستان دزفول در استان خوزستان ایران است.

## جمعیت
این روستا در دهستان قبله‌ای قرار دارد و براساس سرشماری مرکز آمار ایران در سال ۱۳۹۵، جمعیت آن ۴،۶۰۰نفر (بیش از ۸۵۰ خانوار) بوده‌است.